# Manolo Díaz (compositor)
Manolo Díaz Martínez (Oviedo, 1941) es un compositor, intérprete y productor español. Fue guitarrista de Los Sonor's y, posteriormente, creó el grupo musical Los Bravos con el productor Alain Milhaud, para los que escribió ocho de las diez canciones de su primer álbum, Black Is Black (1966), entre las que se encuentran las exitosas La moto, Los chicos con las chicas o La parada del autobús.
Desde 1977, también ha ocupado puestos directivos en diferentes compañías discográficas, siendo presidente de CBS-Sony-Music de España y Portugal, de EMI Music para América Latina, España y Portugal, de PolyGram para América Latina y de Universal Music América Latina. También ha presidido el Consejo de la Academia Latina de Artes y Ciencias de la Grabación que concede los Premios Grammy Latinos. Desde 2014, preside la Fundación Cultural Latin Grammy.

## Trayectoria
Díaz nació en Oviedo en 1941, en una familia donde su madre era profesora de piano y su padre era músico autodidacta. Con cuatro años, el trabajo de su padre como funcionario en el Canal de Isabel II hizo que la familia se mudara a Madrid. Ingresó en el Real Conservatorio de Música y Declamación de María Cristina con siete años y estudió solfeo y piano durante seis años. Aunque compaginó su formación musical con los estudios universitarios en la Escuela de Ingenieros de Obras Públicas, donde ingresó en 1958. Dio sus primeros pasos en el mundo de la música con 16 años, al crear un conjunto al que llamó Los Mágicos, y poco después entró a formar parte del grupo madrileño de pop-rock Los Sonor's como guitarra solista en 1960. Con ellos grabó tres EP para la discográfica estadounidense RCA.
En 1962, se fue a trabajar como topógrafo a Liberia en la construcción del ferrocarril. Tras esa experiencia, realizó una corta estancia en Estados Unidos y regresó a Madrid, donde se incorporó a la banda de pop-rock Los Polaris, con los que grabó varios discos para la discográfica Columbia España. En 1965, Díaz participó como compositor en el Festival Hispano-Portugués de Aranda de Duero y uno de sus temas, cantado por Dyango, consiguió el segundo puesto. Su primer éxito se produjo al año siguiente, en 1966, con la canción Rufo el pescador, que denunciaba la especulación urbanística en las costas, y que Massiel interpretó en la tercera edición del Festival Internacional de la Canción de Mallorca.

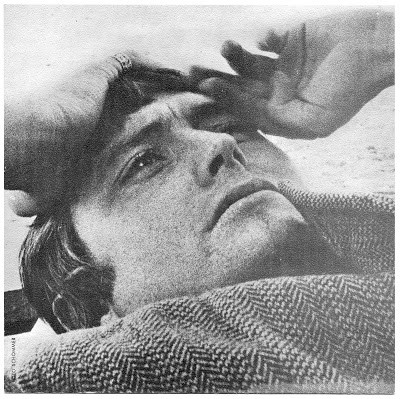
Manolo Díaz posando para la portada de su disco Retablo (1967).

Ese mismo año, 1966, junto al productor suizo Alain Milhaud, Díaz creó el grupo musical Los Bravos, al que le dio su nombre y para el que escribió ocho de las diez canciones de su primer LP, Black Is Black, entre las que se encuentran las exitosas La moto, Los chicos con las chicas o La parada del autobús. El álbum consiguió un gran éxito dentro y fuera de España, y alcanzó el puesto 93 en el Billboard 200. Como cantautor, en 1967, Díaz grabó en París su LP de canción protesta titulado Retablo, en el que critica la hipocresía de la sociedad española en la que vive. Su single de tres canciones titulado Postguerra entró en los primeros puestos de las listas de ventas. Después de ese primer álbum, realizó una serie de singles conceptuales, y se fue alejando de la interpretación para pasar a la producción.
En 1970, empezó a trabajar como director artístico del sello discográfico Acción, donde produjo los tres primeros álbumes de la banda Aguaviva. En los primeros años de la década de los 70, también llevó la producción del dúo Vainica Doble y del cantautor Pablo Guerrero.
En 1977, Díaz fue nombrado director internacional de la compañía discográfica CBS Records y, un año después, director artístico europeo. En ese cargo, impulsó las carreras de artistas como Julio Iglesias, Raffaella Carrá, Miguel Bosé o Umberto Tocci, entre otros. En 1981, la discográfica estadounidense le ofreció el puesto de vicepresidente de Operaciones Creativas para América Latina, con base en Miami. En 1985, fue nombrado presidente de CBS España y, dos años más tarde, también de Portugal. En este puesto, Díaz trabajó con artistas como Leonard Cohen (con quien hizo además el disco de Poeta en Nueva York), Ana Belén y Víctor Manuel, grupos como Mocedades o Azúcar Moreno, o con el director de orquesta Luis Cobos, entre otros.
Después de que Sony Music adquiriera CBS Records, Díaz se convirtió en el máximo responsable de la multinacional japonesa en Europa. En 1992, fue contratado por PolyGram como presidente para América Latina, por lo que vuelve a Miami. Algunos años después, en 1998, fue elegido para administrar la fusión de las discográficas MCA Records y Polygram. En 2001, dejó Universal Music y creó su propia empresa de consultoría de las industrias del entretenimiento, Mad Music.
Un año más tarde, fue elegido presidente del Consejo de la Academia Latina de Artes y Ciencias de la Grabación que concede los Premios Grammy Latinos. Entre 2011 y 2012, fue presidente de la Fundación Centro Niemayer y, desde 2014, preside la Fundación Cultural Latin Grammy.

## Reconocimientos
El 8 de agosto de 2003, el Pleno del Ayuntamiento de Oviedo, aprobó designar una calle de la ciudad con su nombre, en reconocimiento "a su brillante y dilatada carrera profesional". El día 14 de septiembre de 2007, Díaz dio el pregón de las fiestas de San Mateo en Oviedo.

## Discografía
- 1967 – Retablo. Discográfica Sonoplay.
- 1970 – Cada Vez Más Cerca. Con el grupo Aguaviva. Discográfica Acción.
- 1971 – Cosmonauta. Con el grupo Aguaviva y la Orquesta sinfónica de la Sociedad Española de Radiodifusión. Discográfica Acción.
- 1971 – Apocalipsis. Con el grupo Aguaviva. Discográfica Acción.
- 1972 – La Casa De San Jamás. Con el grupo Aguaviva y arreglos de Pepe Nieto. Discográfica Acción.
- 1972 – A Divided Family. Con el grupo Aguaviva y arreglos de Pepe Nieto. Discográfica Acción.
- 1976 – Poetas Andaluces De Ahora. Con el grupo Aguaviva. Discográfica Ariola.
- 2003 – Manolo Díaz. Todas Sus Grabaciones. Discográfica Rama Lama.
- 2019 – El Concierto de la Complutense 2018. Con el grupo Aguaviva. Discográfica Rama Lama.